# Gordon Johndroe
Gordon Johndroe (ur. 1974 w Fort Worth w amerykańskim stanie Teksas) – rzecznik Rady Bezpieczeństwa Narodowego Stanów Zjednoczonych.
Johndroe studiował na University of Texas at Austin. Początkowo pełnił funkcję asystenta sekretarza prasowego (ang. Assistant Press Secretary), będąc jednocześnie rzecznikiem Białego Domu od stycznia 2001, aż do utworzenia Departamentu Bezpieczeństwa Krajowego Stanów Zjednoczonych w styczniu 2003. W czasie wyborów prezydenckich w 2000 był pracownikiem sztabu George W. Busha. Z 43. prezydentem swego kraju współpracował już w czasie jego kampanii w wyborach na gubernatora stany Teksas w 1998.
Gordon Johndroe obecnie pełni funkcje deputowanego asystenta prezydenta Stanów Zjednoczonych, deputowanego sekretarza prasowego i rzecznika Rady Bezpieczeństwa Narodowego. Był też rzecznikiem prasowym pierwszej damy.